# آمورائیم
آمورائیم (عبری: אמוראים) (انگلیسی: Amoraim) به دانشمندان یهودی تلمودی از حدود ۲۰۰ میلادی تا ۵۰۰ میلادی گفته می‌شود.
آمورائیم جمع آمورا به معنای "مفسران" است؛ این واژه بیشتر به دانشمندان یهودی بابل و فلسطین در سده‌های سوم تا ششم و از پایان میشنا تا پایان تلمود اطلاق می‌شده‌است. اینان به شرح میشنا و تفسیر کتاب مقدس می‌پرداختند؛ تعالیم ایشان در تلمود (بخش گمارا) و نیز در میدراش‌ها گردآوری شده‌است.

## دوره آمورائیم
در سنت یهودیان تلمودی و معتقد به شریعت شفاهی ، دانشمندان بزرگی نقش داشته اند که در طول زمان دوره هایی را تشکیل داده اند. نشانه پایان هر دوره ، کتابی است که مورد مقبولیت عمومی قرار گرفته و پس از آن کتاب ، دوره بعدی شروع شده است.
بدین ترتیب نشانه پایان دوره تنائیم ( معلمان ) و آغاز دوره آمورائیم ( مفسران ) ، نوشته شدن کتاب میشنا است. البته کتاب های دیگری هم در این دوره نگاشته شده ولی چون میشنا مورد اقبال عمومی قرار گرفته ، این جایگاه را پیدا کرده است.